# Michael Martin, baron Martin av Springburn
Michael John Martin, baron Martin av Springburn, född 3 juli 1945 i Glasgow, död 29 april 2018 i Glasgow, var en brittisk politiker (Labour). 
Martin var parlamentsledamot för Glasgow North East från 1979 och underhusets talman från 2000, till dess att han lämnade båda posterna 2009. När han valdes till talman var han den förste romerske katoliken som innehade denna plats sedan reformationen. Han avgick från positionen den 21 juni 2009 som resultat av minskat parlamentariskt och publikt förtroende på grund av hans roll i den avslöjade utgiftsskandalen. Han blev därigen den förste talman som tvingades ut ur ämbetet sedan sir John Trevor 1695. Efter att han hade lämnat sin plats i underhuset blev han Life peer med plats i överhuset.